# Gilles Mirallès
Gilles Mirallès   (Grassa, 8 de febrer de 1966 - Ferney-Voltaire, 28 de gener de 2022) va ser un jugador d'escacs i entrenador d'escacs francès, que tenia el títol de Gran Mestre des de 1998.
Destacat entrenador, va ser Director Tècnic Nacional (DTN) de la Federació Francesa d'Escacs. També va contribuir a la revista federativa Échec et mat. Va ser president de la federació d'escacs de Ginebra, i el director de l'escola d'escacs de Ginebra.
A la llista d'Elo de la FIDE del setembre de 2020, hi tenia un Elo de 2418 punts, cosa que en feia el jugador número 58 (en actiu) de França. El seu màxim Elo va ser de 2520 punts, a la llista de gener de 1998 (posició 318 al rànquing mundial).

## Resultats destacats en competició
Miralles fou campió de França júnior el 1982, i posteriorment Campió de França absolut en dues ocasions, els anys 1986 i 1989, els dos cops a Épinal. També fou tercer el 1990, a Angers, en una edició en què hi participava l'excampió del món Borís Spasski, que fou finalment quart.
Les dècades de 1980 i 1990 Mirallès va participar en nombrosos tornejos, i entre els seus millors resultats hi ha una victòria al Torneig Internacional de Canes de 1986, per davant d'Andras Adorjan i Viktor Kortschnoi. Segons Chessmetrics, la seva millor actuació individual fou al Torneig de Marsella de 1990, on hi va fer 5½ de 8 possibles punts (un 69%) contra una oposició mitjana de 2567, per una performance de 2642. Miralles va guanyar aquest torneig, per davant dels GMs d'elit Aleksandr Txernín i Ievgueni Baréiev.
El 1987, va acabar empatat al segon lloc darrere de Josef Klinger en el torneig internacional de Zug.

### Participació en olimpíades d'escacs
Miralles va participar, representant França, en tres Olimpíades d'escacs, totes les edicions celebrades entre els anys 1986 i 1990 (amb un total de 14½ punts de 28 partides, un 51,8%). A totes les edicions hi participà com a MI.
| Any  | Olimpíada        | Ciutat   | Elo propi | Tauler     | Partides | Guanyades | Taules | Perdudes | %     | Posició indiv. | Posició equip |
| ---- | ---------------- | -------- | --------- | ---------- | -------- | --------- | ------ | -------- | ----- | -------------- | ------------- |
| 1986 | XXVII Olimpíada  | Dubai    | 2405      | 3r         | 9        | 3         | 3      | 3        | 50,0% | 49             | 10            |
| 1988 | XXVIII Olimpíada | Salònica | 2405      | 2n suplent | 9        | 2         | 5      | 2        | 50,0% | 30             | 31            |
| 1990 | XXIX Olimpíada   | Novi Sad | 2460      | 3r         | 10       | 2         | 7      | 1        | 55,0% | 42             | 15            |